# Kloster Chiaravalle d’Ancona
Das Kloster Chiaravalle d’Ancona (auch: S. Maria di Castagnola; lat. B.M.V. Claraevallis in Piceno) ist eine ehemalige Zisterzienserabtei in den Marken, Italien, rund 16 km westlich von Ancona in der gleichnamigen Provinz, in der Gemeinde Chiaravalle.

## Geschichte
Ob das Kloster wie Chiaravalle Milanese und Chiaravalle della Colomba auf die Primarabtei Clairvaux zurückgeht oder ein Tochterkloster vom Kloster Lucedio aus der Filiation der Primarabtei La Ferté ist, ist umstritten. Im Jahr 1147 bezog ein Gründungskonvent eine kleine romanische Kirche am Unterlauf des Flusses Esino, rund 3 km von dessen Mündung in das Adriatische Meer. Die Mönche legten zunächst das Mündungsgebiet des Esino trocken und kultivierten es. Wohl im 12. Jahrhundert wurde die Abteikirche errichtet, die in einigen Elementen derjenigen vom Kloster Casamari folgt. 1256 wurde das Kloster Mutterkloster von San Benedetto di Monte Favale und 1257 von San Severo in Ravenna. 1408 fiel das Kloster in Kommende. Die Mönche zogen sich Anfang des 16. Jahrhunderts nach Clairvaux zurück, nachdem auch das Mutterkloster Lucedio bereits 1457 in Kommende gefallen war. Erst 1564 kehrten sie zurück. In der Zwischenzeit hatten einige Franziskaner das Kloster betreut. In der Kommendatarzeit wurde eine Tabakfabrik eingerichtet. Die Kommende fand 1771 ihr Ende. In der Folgezeit wurde die Kirche im rechten Querhaus mit einer großen, dem Hl. Bernhard geweihten Kapelle aus polychromem Marmor ausgestattet. Die Abtei wurde nun Sitz des Präsidenten der römischen Provinz der italienischen Kongregation des Zisterzienserordens. 1796 wurde der größte Teil des Klosterbesitzes eingezogen und das Kloster wurde aufgehoben, jedoch blieben einige Mönche, die weiterhin die Seelsorge vor Ort wahrnehmen. Heute besteht das Zisterzienserkloster wieder als Abtei.

## Anlage und Bauten

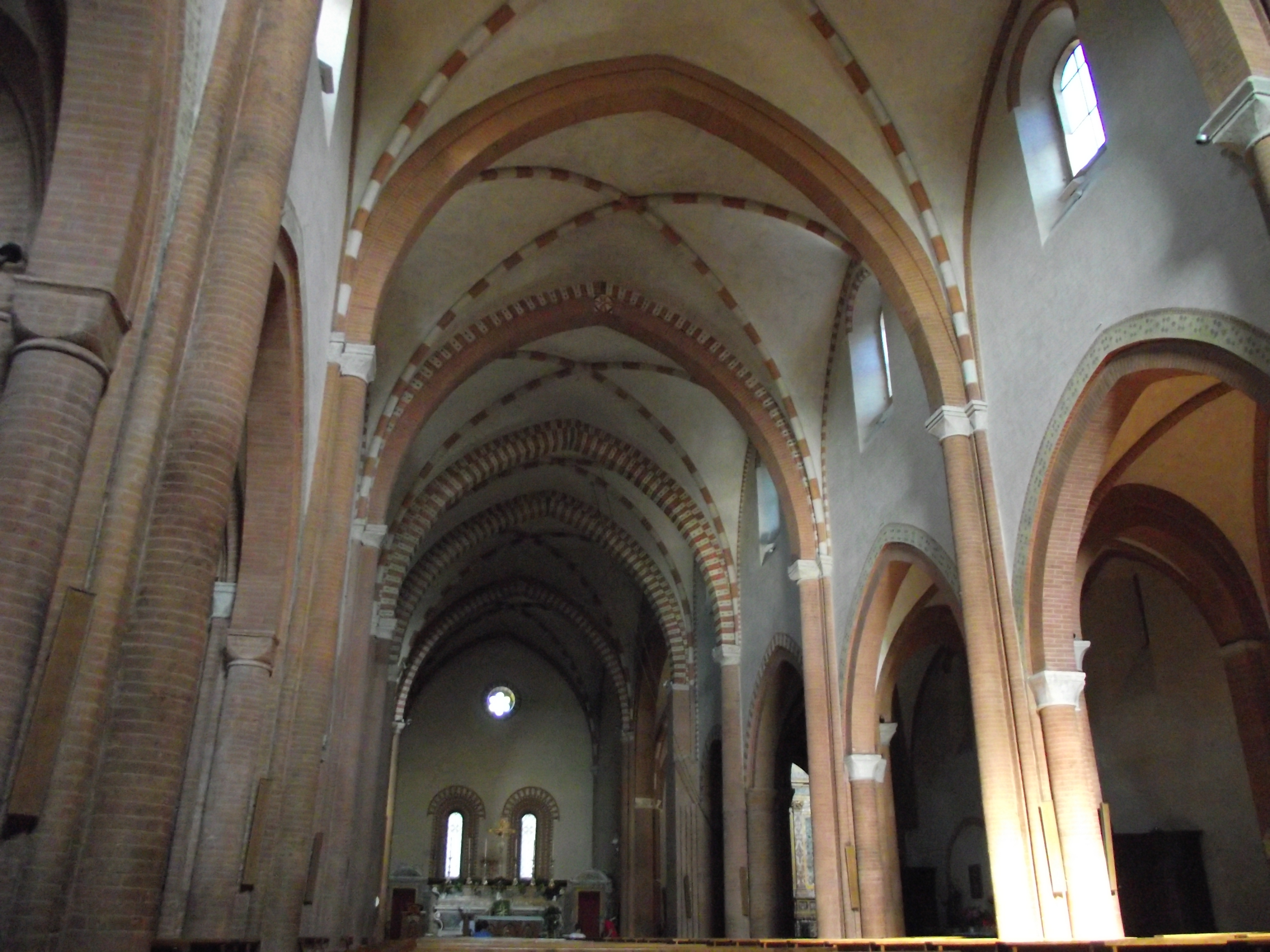
Inneres der Abteikirche

Die breit gelagerte, dreischiffige Kirche folgt im Wesentlichen dem bernhardinischen Plan. Sie hat ein dreischiffiges Langhaus zu fünf Jochen in reich gegliederter Backsteinarchitektur und ein schmaleres, das Querhaus abschließendes Joch mit zwölf kreuzförmigen Pfeilern, ein Querhaus mit je drei quadratischen Nebenapsiden im Osten sowie einen rechteckigen Hauptchor. Die alte romanische Kirche wurde in das Querschiff einbezogen. Die Fassade mit ihrer Fensterrosette mit um einen Vierpass gefügten Speichen ist nur im mittleren Teil mittelalterlich, der Portikus wurde 1688 erneuert und auch der Dreiecksgiebel wird als nicht ursprünglich bezeichnet. Auch der Dachreiter wurde 1688 erneuert. Die mittelalterliche Klosteranlage und der Kreuzgang sind durch neue Renaissanceanlagen ersetzt worden.